# Lew Łyszczinski-Trojekurow
Lew Władimirowicz Łyszczinski-Trojekurow, ros. Лев  Владимирович Лыщинский-Троекуров (ur. 12 lutego 1888 r., zm. 27 listopada 1945 r. w Krakowie) – rosyjski urzędnik państwowy, pisarz i poeta, publicysta, emigracyjny działacz prawosławny

## Życiorys
Syn Władimira, pochodził z rodu arystokratycznego. W 1908 r. ukończył imperatorską szkołę prawa w Sankt Petersburgu. Miał tytuł radcy nadwornego i kammerherra. Pracował w kancelarii Dumy Państwowej. W 1907 r. napisał książkę pt. „Rod dworian Łyszczinskich. Matieriały dla sostawlenija 157 rodosłowij”. Wydał kilka zbiorów poetyckich. Ponadto pisał artykuły do pism literackich „Russkij wiestnik”, „Sowriemiennyj wiestnik”, „Łukomorje”. Był też członkiem imperatorskiego instytutu archeologicznego i stowarzyszenia genealogicznego. Od 1916 r. pełnił funkcję wicegubernatora permskiego. Po klęsce Białych w wojnie domowej w Rosji wyjechał do Polski. Zamieszkał w rodzinnym majątku ziemskim w rejonie Brześcia nad Bugiem. Zaangażował się w działalność literacką i cerkiewną. Wszedł w skład Stowarzyszenia Literackiego w Warszawie. W 1924 r. opublikował zbiór wierszy pt. „Cepi żemczużnyje”, zaś w 1925 r. poemat pt. „Dłań Gospodnia”. Współpracował z emigracyjnymi pismami „Za Swobodu!”, „Mołwa”, „Słowo”, „Utro”, „Nasze wriemija”. W latach 30. z ramienia eparchii poleskiej był członkiem komisji przedsoborowej Polskiego Autokefalicznego Kościoła Prawosławnego. W 1937 r. współuczestniczył w wydaniu „Antologii poezji rosyjskiej w Polsce”. Po upadku powstania warszawskiego, kiedy zginęła jego żona, przybył do Krakowa, gdzie zmarł krótko po wojnie.